# Harpagobaetis
Harpagobaetis is een geslacht van haften (Ephemeroptera) uit de familie Baetidae.

## Soorten
Het geslacht Harpagobaetis omvat de volgende soorten:
- Harpagobaetis guliosus